# 영국과 미국 남북 전쟁
그레이트브리튼 아일랜드 연합왕국은 남북 전쟁(1861년~1865년) 내내 공식적으로 중립을 유지했다. 법적으로 아메리카 연합국 (CSA)의 교전국 지위를 인정했지만, 이를 국가로 인정한 적은 없으며, 조약 체결이나 대사 교환도 없었다. 연합국과 영국의 교역은 90% 이상 중단되어 1862년에는 심각한 면화 부족을 초래했다. 영국의 사설 봉쇄 돌파선들은 면화와 담배를 대가로 연합국 항구에 군수품과 사치품을 보냈다. 맨체스터에서는 미국 면화의 대규모 감소로 인해 랭커셔 면화 기근이라는 경제 재앙이 발생했다. 높은 실업률에도 불구하고 일부 맨체스터 면화 노동자들은 원칙적으로 미국의 면화를 가공하는 것을 거부했으며, 이는 미국 대통령 에이브러햄 링컨으로부터 직접적인 칭찬을 받았다. 맨체스터에 있는 그의 동상에는 "노예제 폐지에 기여한" 섬유 노동자들에 대한 그의 감사를 인용한 명판이 새겨져 있다. 영국 고위 관리들은 처음 18개월 동안 중재 제안을 논의했지만, 연합국은 이를 원했고 미국은 강력히 거부했다.
영국과 미국 간의 대규모 무역은 계속되었다. 미국은 영국으로 곡물을 선적했고, 영국은 미국에 제조품과 군수품을 팔았다. 영국과 연합국 간의 무역은 전쟁 전보다 90% 이상 감소했으며, 소량의 면화가 영국으로 갔고 수십만 개의 군수품과 사치품이 영국의 사적 이익에 의해 운영되고 자금이 지원되는 수많은 소형 봉쇄 돌파선을 통해 밀수되었다.
연합국의 독립 확보 전략은 주로 영국과 프랑스의 군사 개입에 대한 희망에 기반을 두고 있었다. 1861년 후반 "트렌트 사건"으로 심각한 외교 분쟁이 발생했지만 5주 만에 평화롭게 해결되었다.
영국의 개입은 프랑스와의 협력 하에만 가능성이 있었는데, 프랑스는 멕시코에서 제국주의적 모험을 진행 중이었다. 1863년 초까지 영국의 관심은 다른 곳, 특히 러시아와 그리스로 향하면서 개입은 더 이상 진지하게 고려되지 않았다. 또한, 미국 분쟁 발발 당시 영국과 프랑스 모두에게 비용이 많이 들고 논란이 많았던 크림 전쟁(1853년 10월~1856년 2월)은 여전히 최근의 일이었고, 영국은 세포이 항쟁 이후 영국령 인도에 대한 주요 책임을 지고 있었으며, 프랑스는 서반구 외부에 대한 주요 제국적 야망을 가지고 있었고 모로코, 중국, 베트남, 북아프리카, 이탈리아에서 군사 모험을 고려하거나 이미 시작했다.
오랜 문제는 연합국에 대한 무기 및 군함 판매였다. 미국의 맹렬한 항의에도 불구하고 영국은 무기 판매와 존 레어드 앤 선즈 조선소가 CSS 앨라배마를 포함한 두 척의 군함을 연합국을 위해 건조하는 것을 막지 않았다. 앨라배마호 사건으로 알려진 이 논란은 남북 전쟁 후 국제 심판소의 중재로 미국에 군함으로 인한 피해에 대해서만 1,550만 달러가 지급되면서 부분적으로 평화롭게 해결되었다.
결론적으로 영국의 개입은 전쟁의 결과에 큰 영향을 미치지 않았다. 찰스 프랜시스 애덤스 시니어 장관이 이끄는 미국 외교 공관은 영국에 의해 공식적으로 인정되지 않은 연합국 사절단보다 훨씬 더 성공적이었다.

## 연합국의 정책
제퍼슨 데이비스 대통령이 주도한 연합국의 여론은 "면화왕"에 지배되었는데, 이는 영국의 거대한 직물 산업이 면화에 의존하기 때문에 외교적 인정과 중재 또는 군사 개입으로 이어질 것이라는 생각이었다. 연합국은 면화왕 정책이 효과적일지 미리 확인하기 위해 요원을 파견하지 않았다. 대신, 정부의 행동이 아니라 대중의 요구에 따라 1861년 봄 유럽으로의 면화 선적이 중단되었다. 연합국 외교관들이 도착했을 때, 그들은 영국 지도자들에게 미국 해군 봉쇄가 불법적인 서류 봉쇄라고 설득하려 했다. 역사가 찰스 허버드는 다음과 같이 썼다.
데이비스는 외교 정책을 정부 내 다른 사람들에게 맡겼고, 적극적인 외교 노력을 개발하기보다는 사건들이 외교적 목표를 달성할 것이라고 기대하는 경향이 있었다. 새 대통령은 면화가 유럽 강대국들로부터 인정과 합법성을 확보할 것이라는 생각에 전념했다. 데이비스가 국무장관과 유럽 특사로 선택한 사람들은 외교적 잠재력이 아니라 정치적, 개인적인 이유로 선택되었다. 이것은 부분적으로 면화가 연합국 외교관들의 도움 없이 연합국의 목표를 달성할 수 있다는 믿음 때문이었다.
허버드는 데이비스의 정책이 고집스럽고 강압적이었다고 덧붙였다. 면화왕 전략은 유럽인들에 의해 저항받았다. 주다 벤자민 전쟁장관과 크리스토퍼 멤밍거 재무장관은 외국 신용을 구축하기 위해 면화를 즉시 수출해야 한다고 경고했다.

## 북부의 정책

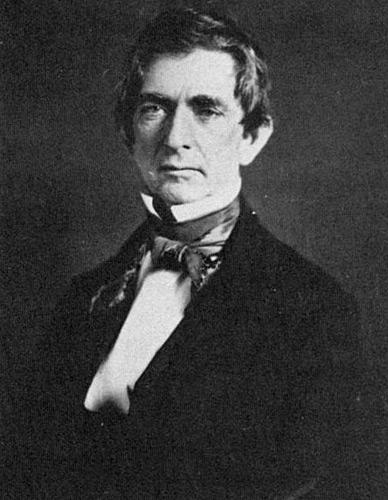
윌리엄 H. 수어드 미국 국무장관 (c. 1850)

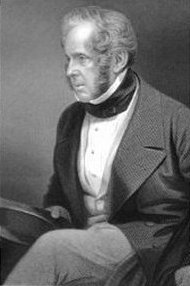
영국 총리 파머스턴 경

북부의 외교 목표는 전 세계와 우호적인 관계와 대규모 무역을 유지하고, 어떤 국가, 특히 영국이 연합국을 공식적으로 인정하는 것을 막는 것이었다. 다른 관심사는 연합국이 외국에서 제조된 군함을 구매하는 것을 막고, 노예제도에 반대하는 정책에 대한 유럽의 지지를 얻으며, 이민 노동자, 농부, 군인을 유치하는 것이었다. 1850년대 내내 영국-미국 관계는 지속적으로 개선되었다. 오리건, 텍사스, 미국-캐나다 국경 문제가 모두 해결되었고 무역은 활발했다. 전쟁 중 미국 외교 정책의 주요 설계자였던 윌리엄 H. 수어드 국무장관은 미국 혁명 이후 국가에 도움이 되었던 정책 원칙을 유지하려고 했다. 즉, "미국은 다른 국가의 내정에 불간섭하고, 이 반구의 미국 및 다른 국가의 내정에 대한 외국의 간섭에 저항한다"는 것이었다.

## 영국의 정책
영국 여론은 미국 남북 전쟁에 대해 분열되어 있었지만, 역사가들은 대부분의 영국인들이 이 문제에 대해 의견을 표명하지 않았다고 언급했다. 연합국은 가톨릭 교도와 아일랜드인들로부터 불균형적인 지지를 받는 경향이 있었는데, 분리 독립을 지지하는 30만 명의 서명자 중 거의 절반이 아일랜드인과 가톨릭 성직자였다. 이들은 그레이트브리튼 아일랜드 연합왕국 인구 2,880만 명(1861년: 영국 2,300만, 아일랜드 580만)의 25% 미만을 차지했다. 비슷하게 약 4만 명의 아일랜드인(인구의 0.1%)과 1만 명의 영국인(인구의 0.04%)이 연합국에 복무하기 위해 서명했으며, 17만 명의 아일랜드인(인구의 2.9%)과 5만 명의 영국인(인구의 0.2%)이 북부 연방을 위해 싸웠는데, 이는 북부 연방 복무를 지지하는 비율이 4.6대 1이었다. 1861년 하원에 앉아 있던 658명의 의원 중 21명(3%)이 맨체스터에 본부를 둔 연합국 지지 단체인 남부 독립 협회에 가입했고, 10명의 상원의원도 가입했다. 다른 이들은 엘리트 계층, 즉 남부 농장주 계급과 동일시하는 귀족과 젠트리, 그리고 전통, 위계, 온정주의를 숭배하는 성공회 성직자와 일부 전문직 종사자들이 연합국을 지지했다고 주장한다. 북부 연방은 중산층, 종교적 비국교회, 지식인, 개혁가, 그리고 대부분의 공장 노동자들에게 지지를 받았는데, 이들은 노예제도와 강제 노동을 노동자의 지위에 대한 위협으로 보았다.
정부로서는 1833년 이전 서인도 제도의 노예제도를 통해 가족 재산을 모았던 영국의 재무장관 윌리엄 유어트 글래드스턴은 연합국을 지지했다. 러셀 경 외무장관은 중립을 원했다. 파머스턴 경 총리는 국가 독립 지지, 노예제도 반대, 그리고 영국의 중립 유지라는 강력한 경제적 이점 사이에서 갈등했다.
전쟁이 시작되기 전부터 파머스턴 경은 중립 정책을 추구했다. 그의 국제적 관심사는 유럽에 집중되어 있었는데, 그곳에서 그는 나폴레옹 3세의 유럽 야망과 프로이센의 오토 폰 비스마르크의 부상을 모두 주시해야 했다. 이탈리아, 폴란드, 러시아, 덴마크, 중국과 관련된 심각한 문제들도 있었다. 미국 사건에 대한 영국의 반응은 과거 영국의 정책과 전략적, 경제적 국익에 의해 형성되었다. 서반구에서 미국과의 관계가 개선됨에 따라 영국은 중앙아메리카 문제에 대해 미국과 대립하는 것을 조심하게 되었다. 해군 강대국으로서 영국은 중립국이 봉쇄를 준수해야 한다고 주장해 온 오랜 기록이 있었고, 이는 전쟁 초창기부터 북부 연방의 봉쇄에 대한 사실상의 지지와 남부의 좌절로 이어졌다.
외교 관찰자들은 영국의 동기에 대해 의심스러워했다. 워싱턴 주재 러시아 공사 에두아르트 데 스토클은 "런던 내각은 북부 연방의 내부 분열을 주의 깊게 지켜보고 있으며, 숨기기 힘든 조급함으로 그 결과를 기다리고 있다"고 언급했다. 데 스토클은 영국이 가장 빠른 기회에 연합국을 인정할 것이라고 그의 정부에 조언했다. 러시아 주재 미국 공사 캐시어스 클레이는 "나는 영국의 감정이 어디에 있는지 단번에 알 수 있었다. 그들은 우리의 파멸을 바랐다! 그들은 우리의 힘을 질투한다. 그들은 남부도 북부도 신경 쓰지 않는다. 그들은 둘 다를 싫어한다"고 말했다.
링컨은 찰스 프랜시스 애덤스 시니어를 영국 공사로 임명했다. 그의 임무 중 중요한 부분은 영국에게 전쟁이 엄격히 국내적인 반란이며 국제법상 연합국에게 아무런 권리도 부여하지 않는다는 것을 분명히 하는 것이었다. 영국이 연합국을 공식적으로 인정하는 어떠한 움직임도 미국에 대한 비우호적인 행동으로 간주될 것이었다. 수어드의 애덤스에 대한 지시에는 대영 제국과 같이 널리 흩어진 영토와 스코틀랜드와 아일랜드를 포함하는 본토를 가진 국가가 "위험한 선례를 세우는" 것에 대해 매우 조심해야 한다는 제안이 포함되어 있었다.
라이언스 경은 1859년 4월 미국 주재 영국 공사로 임명되었다. 옥스퍼드 대학교 졸업생인 그는 미국 직책을 맡기 전에 20년간의 외교 경험이 있었다. 라이언스는 많은 영국 지도자들과 마찬가지로 수어드에 대해 의구심을 가지고 있었고, 그의 서신에 자유롭게 공유했으며, 이는 영국 정부 내에서 널리 유포되었다. 일찍이 1861년 1월 7일, 링컨 행정부가 취임하기도 전에 라이언스는 영국 외무장관 러셀 경에게 수어드에 대해 다음과 같이 썼다.
나는 그가 위험한 외무장관이 될 것을 두려워하지 않을 수 없다. 미국과 영국 관계에 대한 그의 견해는 항상 그것들이 정치적 이득을 얻기 위한 좋은 재료라는 것이었다.... 나는 수어드 씨가 실제로 우리와 전쟁을 할 것이라고 생각하지 않지만, 그는 우리에게 폭력을 보여줌으로써 여기서 인기를 얻으려는 오랜 게임을 할 의향이 있을 것이다.
수어드에 대한 불신에도 불구하고 1861년 내내 라이언스는 트렌트 위기의 평화로운 해결에 기여한 "침착하고 측정된" 외교를 유지했다.

## 노예제도와 연합국과의 무역
연합국은 15개 노예주 중 7개 주가 공화당 (미국) 소속 링컨 대통령의 당선 때문에 분리 독립하면서 형성되었다. 링컨의 당은 노예제도의 지리적 확산을 막고 노예 소유주들의 정치적 권력을 약화시키는 데 전념했다. 노예제도는 남부 플랜테이션 경제의 초석이었지만, 1833년에 제국에서 노예제도를 폐지한 영국의 대부분의 사람들의 도덕적 감정에는 혐오스러웠다. 1862년 가을까지 노예제도의 즉각적인 종식은 전쟁의 쟁점이 아니었다. 사실, 일부 북부 연방 주(켄터키, 메릴랜드, 미주리, 델라웨어, 그리고 나중에 웨스트버지니아가 된 주)는 노예제도를 허용했다. 1861년, 미주리주는 캐나다에서 탈출한 노예를 송환하여 도주 중 저지른 살인죄로 재판을 받게 하려 했고, 영국에서는 일부 사람들이 이 죄에 대한 처벌이 산채로 불태워지는 것이라고 잘못 믿었다.
1862년 9월 예비 형태로 발표된 링컨의 노예 해방 선언은 노예제도 종식을 전쟁의 목표로 삼았고, 남부를 지지하는 유럽의 개입을 비인기적으로 만들었다. 그러나 일부 영국 지도자들은 이것이 대규모 인종 전쟁을 초래하여 외국의 개입이 필요할 수도 있다고 예상했다. 글래드스턴은 영국이 개입해야 하는지에 대한 내각 논쟁을 시작하면서, 엄청난 사망자 수, 인종 전쟁의 위험, 북부 연방이 결정적인 군사적 결과를 달성하지 못한 것을 막기 위한 인도주의적 개입을 강조했다. 궁극적으로 내각은 미국의 상황이 러시아 확장을 억제하는 필요성보다 덜 시급하다고 판단하여 개입을 거부했다.
남북 전쟁 동안 여러 영국 무기 회사와 금융 회사는 유럽의 연합국 요원들과 비밀리에 거래를 하여, 전쟁 내내 연합국에 절실히 필요한 무기와 군수품을 남부 면화와 교환으로 공급했다. 트렌홀름, 프레이저 앤드 컴퍼니와 같은 회사들은 또한 영국 조선소에 자금을 지원하여 봉쇄 돌파선을 건조하게 했는데, 이는 북부 연방의 봉쇄를 뚫고 영국의 섬유 공장들이 크게 의존하던 절실히 필요한 면화를 수입하는 데 사용되었다. 신클레어, 해밀턴 앤드 컴퍼니, S. 아이작, 캠벨 앤드 컴퍼니, 런던 아머리 컴퍼니와 같은 영국 회사들은 무기 및 군수품의 주요 공급업체였으며, 종종 연합국 요원들에게 이러한 구매를 위한 신용을 제공했다. 한 역사가들은 이러한 행동으로 남북 전쟁이 2년 더 연장되었고, 북부 연방과 연합국의 군인 및 민간인 40만 명의 추가적인 생명을 앗아갔다고 추정했다.

## 트렌트 사건
1861년 후반, 미 해군이 영국 우편선을 장악하고 두 명의 연합국 외교관을 나포했을 때 전면전이 발생할 가능성이 있었다. 제퍼슨 데이비스 연합국 대통령은 제임스 M. 메이슨과 존 슬라이델을 영국과 프랑스에서 연합국의 이익을 대표하는 특사로 지명했다. 그들은 스페인령 쿠바의 아바나로 가서 영국 우편 증기선 RMS 트렌트호에 승선하여 영국으로 향했다. 찰스 윌크스 선장이 지휘하는 미국 전함 USS 산 하신토호가 그들을 찾고 있었다.

당시에는 전쟁 중인 국가가 적의 서신을 운반한다고 의심되는 중립 상선을 정지시키고 수색할 권리가 있다는 것이 일반적으로 합의되었다. 윌크스는 메이슨과 슬라이델이 사실상 연합국의 서신이므로 그들을 제거할 권리가 있다고 판단했다. 1861년 11월 8일, 그는 트렌트호의 선수에 두 번 발포하고 보트 승무원을 탑승시켜 연합국 특사들을 나포한 후 승리의 환호를 받으며 미국으로 데려왔고, 그들은 보스턴에서 포로로 잡혔다. 윌크스는 국민적 영웅으로 환영받았다.

영국의 면화 부족은 부분적으로 인도와 이집트로부터의 수입으로 충당되었다; 펀치 만화 1861년 11월 16일.

영국 중립권 침해는 영국에서 소동을 일으켰다. 영국은 캐나다에 11,000명의 병력을 파견했고, 전쟁이 발발할 경우 뉴욕시를 봉쇄할 계획으로 영국 함대는 전쟁 태세에 들어갔다. 게다가 영국은 미국이 화약을 만드는 데 필요한 초석의 수출을 금지했다. 전 세계 초석 천연 매장량의 약 90%는 영국 영토에 있었고, 미국은 런던에서 구할 수 있는 모든 양을 구매하는 위원회를 두고 있었다. 포로 송환과 사과를 요구하는 날카로운 항의 서한이 워싱턴에 전달되었다. 영국이 전쟁에 참전하는 것을 우려한 링컨은 반영국 감정을 무시하고 영국이 사과로 해석할 만한 성명을 발표했지만 실제로는 사과하지 않았으며, 포로들을 석방하도록 명령했다.
전쟁은 어떤 경우에도 가능성이 낮았는데, 미국은 영국으로부터 초석을 수입하고 있을 뿐만 아니라, 전쟁 기간 동안 영국의 밀 수입량의 40% 이상을 공급하고 있었고, 중단될 경우 영국의 식량 공급에 심각한 차질이 발생했을 것이다. 영국은 곡물(영국 영어에서는 "corn")의 약 25~30%를 수입했는데, 1861년과 1862년 프랑스의 흉작으로 인해 영국은 뉴욕시에서 오는 선박에 더욱 의존하게 되었다. 또한, 시티오브런던의 영국 은행과 금융 기관들은 미국의 철도와 같은 많은 프로젝트에 자금을 지원했다. 전쟁이 발생할 경우 투자 손실과 대출 불이행으로 막대한 재정 손실이 발생할 것이라는 우려가 있었다.
영국의 면화 부족은 1863년까지 인도와 이집트로부터의 수입으로 부분적으로 충당되었다. 트렌트 사건은 1862년 라이언스-수어드 조약으로 이어졌는데, 이는 미 해군과 영국 해군을 사용하여 대서양 노예 무역을 강력히 단속하기 위한 협정이었다.

## 연합국 승인 가능성
연합국을 인정할 가능성은 1862년 여름 후반에 대두되었다. 당시 유럽인의 시각으로는 전쟁이 교착 상태에 빠진 듯했다. 미국의 연합국 수도 점령 시도는 실패했고, 동부와 서부 모두에서 연합국이 공세에 나섰다. 찰스 프랜시스 애덤스 시니어는 영국 정부가 곧 남북 간의 어려움을 중재하겠다고 제안할 수도 있으며, 이는 영국이 싸움이 충분히 길어졌으니 남부가 원하는 것을 들어주어 종결시켜야 한다는 정중하지만 효과적인 방식일 것이라고 워싱턴에 경고했다. 애덤스가 경고했듯이, 승인은 미국과의 전면전 위험을 수반했다. 전쟁은 캐나다 침공, 전 세계 영국 선박 이익에 대한 대규모 미국 공격, 영국 식량 공급의 상당 부분을 제공하던 미국 곡물 선적 중단, 그리고 미국에 대한 영국 기계 및 보급품 판매 중단을 의미했다. 그러나 영국 지도부는 북부 연방군이 결정적으로 패배하면 미국이 입장을 완화하고 중재를 수용할 수도 있다고 생각했다.
러셀 경, 영국 외무장관,은 메이슨에게 아무런 격려도 하지 않았지만, 제2차 불런 전투 소식이 9월 초 런던에 도착하자 파머스턴은 9월 말에 파머스턴과 러셀이 중재 제안에 대한 승인을 요청할 내각 회의를 열 수 있다고 동의했다. 그러나 러셀과 파머스턴은 리 장군의 북부 침공에 대한 추가 소식을 들을 때까지 계획을 내각에 제출하지 않기로 결정했다. 북부 연방이 패배하면 제안이 통과될 것이고, 리 장군이 실패하면 조치를 취하기 전에 좀 더 기다리는 것이 좋을 수도 있었다.
영국 노동 계급, 특히 랭커셔 면화 기근으로 고통받던 영국 면화 노동자들은 지속적으로 연합국에 반대했다. 맨체스터 주민들은 지지 결의안을 통과시켜 링컨에게 보냈다. 그의 답장은 유명해졌다:
나는 맨체스터와 유럽 전역의 노동자들이 이 위기에서 겪어야 하는 고통을 알고 깊이 애도합니다. 이 정부, 즉 인권의 기초 위에 세워진 이 정부를 전복하고 오직 노예제도를 기반으로 하는 정부를 세우려는 시도가 유럽의 호의를 얻을 가능성이 있다고 자주 그리고 의도적으로 표현되어 왔습니다.

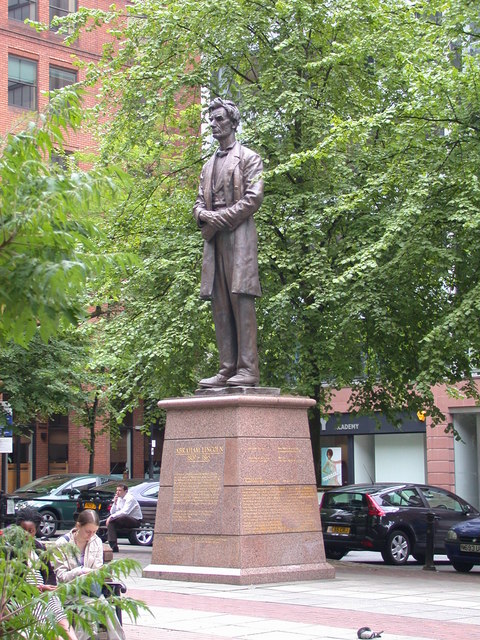
잉글랜드 맨체스터에 있는 에이브러햄 링컨 미국 대통령 동상은 지역 면화 노동자들의 북부 연방 지지를 기념한다

불충한 시민들의 행동으로 인해 유럽의 노동자들은 그 시도에 대한 동의를 강요받기 위해 혹독한 시련을 겪어야 했습니다. 이러한 상황에서 나는 이 문제에 대한 여러분의 단호한 발언을 어떤 시대나 어떤 국가에서도 능가할 수 없는 숭고한 기독교적 영웅주의의 한 예로 간주할 수밖에 없습니다. 이는 진정 내재된 진실과 정의, 인류애, 자유의 궁극적이고 보편적인 승리에 대한 강력하고 고무적인 확신입니다.

그러므로 나는 이러한 감정의 교환을, 앞으로 어떤 일이 일어나든, 여러분의 국가나 내 국가에 어떤 불행이 닥치든, 두 나라 사이에 현재 존재하는 평화와 우정이 내가 그렇게 만들기를 바라는 대로 영원히 지속될 것이라는 예조로 환영합니다.
 — 에이브러햄 링컨, 1863년 1월 19일
현재 맨체스터에는 링컨 동상이 있으며, 그의 편지에서 발췌한 내용이 기단에 새겨져 있다.
링컨은 진보적인 견해를 가진 영국 노동 계층 사이에서 영웅이 되었다. 그의 초상화는 종종 주세페 가리발디의 초상화와 함께 많은 응접실 벽을 장식했다. 현재 데이비드 로이드 조지의 어린 시절 집인 로이드 조지 박물관의 일부에서 여전히 볼 수 있다.
1862년 가을 이후 점점 더 결정적인 요인은 앤티텀 전투와 그로부터 파생된 결과였다. 리의 침공은 앤티텀에서 실패했고, 그는 간신히 버지니아로 돌아갔다. 이제는 결정적이고 최종적인 연합국의 승리를 기대할 수 없다는 것이 명백해졌다. 연합국의 높은 파도가 빠르게 물러나는 모습은 미국에서만큼 영국에서도 분명히 보였고, 결국 파머스턴과 러셀은 내각에 중재-인정 프로그램을 제안하려는 어떤 생각도 포기했다.

## 노예 해방 선언
1862년 늦봄과 초여름 동안 링컨은 전쟁의 기반을 넓혀야 한다고 생각하게 되었다. 북부 연방 자체만으로는 충분하지 않았다. 북부 반노예주의자들의 꺼지지 않는 활력과 추진력이 전쟁 노력에 전적으로, 강력하게 지원되어야 했고, 그리하여 미국은 공식적으로 노예제도에 반대한다고 선언하기로 결정했다. 링컨 행정부는 노예제도가 연합국 경제와 지도층의 기반이며, 승리하려면 노예제도를 파괴해야 한다고 믿었다. 링컨은 계획을 세웠고 전투에서의 승리를 기다려 이를 발표했다. 앤티텀 전투는 링컨에게 승리를 안겨주었고, 9월 22일 그는 연합국에게 100일의 기한을 주어 북부 연방으로 돌아오지 않으면 1863년 1월 1일 반란 지역의 모든 노예가 해방될 것이라고 통보했다. 영국의 재무장관이자 고위 자유당 지도자였던 윌리엄 유어트 글래드스턴은 젊은 시절 노예제도를 용인했다. 그의 가족은 서인도 제도에서 노예 소유를 통해 부를 축적했다. 그러나 노예제도라는 생각은 그에게 혐오스러운 것이었고, 그의 생각은 모든 민족을 문명화하는 것이었다. 그는 연합국의 독립을 강력히 옹호했다. 노예 해방 선언이 발표되자, 그는 독립된 연합국이 북부 침공군보다 노예 해방을 더 잘할 것이라는 반박을 시도했다. 그는 인종 전쟁이 임박했으며 영국 개입을 정당화할 것이라고 경고했다. 노예 해방은 또한 유혈 노예 봉기를 예상했던 영국 외무장관 러셀 경을 불안하게 했다. 그러면 인도주의적 이유로 영국이 개입해야 할 문제가 생길 터였다. 그러나 노예 봉기도 인종 전쟁도 없었다. 미국과의 전쟁에 반대하는 육군 장관의 조언과 영국 여론의 흐름은 내각이 아무런 조치도 취하지 않도록 설득했다.

## 연합국의 외교
미국과의 전쟁이 시작되자 연합국의 생존을 위한 가장 큰 희망은 영국과 프랑스의 군사 개입이었다. 미국 역시 이를 깨닫고 연합국을 인정하는 것은 전쟁을 의미하며 영국으로의 식량 선적이 중단될 것이라는 점을 분명히 했다. "면화왕"(영국은 산업을 위한 면화를 얻기 위해 연합국을 지지해야 한다)을 믿었던 연합국은 틀렸다는 것이 입증되었다. 사실 영국은 1861년에 면화 비축량이 충분했고, 미국으로부터의 곡물에 훨씬 더 많이 의존했다.
존재하는 동안 연합국 정부는 유럽에 반복적으로 사절단을 보냈다. 역사가들은 그들의 외교적 능력에 대해 높은 평가를 내리지 않는다. 제임스 M. 메이슨은 빅토리아 여왕에게 연합국 공사로 런던에 파견되었고, 존 슬라이델은 나폴레옹 3세에게 공사로 파리에 파견되었다. 둘 다 영국과 프랑스 고위 관리들과 비공식 회담을 가질 수 있었지만, 연합국에 대한 공식적인 승인을 얻는 데 실패했다. 영국과 미국은 1861년 후반 트렌트 사건 동안 대립 관계에 있었다. 메이슨과 슬라이델은 미국 전함에 의해 영국 선박에서 나포되었다. 빅토리아 여왕의 남편인 앨버트 공은 상황을 진정시키는 데 도움을 주었고, 링컨은 메이슨과 슬라이델을 석방하여 이 사건은 연합국에 아무런 도움이 되지 않았다.
전쟁 초기 내내 영국의 외무장관 러셀 경, 나폴레옹 3세, 그리고 그보다는 덜하지만 영국의 총리 파머스턴 경은 연합국 인정 또는 최소한 중재 제안의 위험과 이점을 탐색했다. 인정은 미국과의 확실한 전쟁, 미국 곡물 손실, 수출 손실, 미국 증권 투자 손실, 캐나다 및 다른 북미 식민지 침공 가능성, 더 높은 세금, 그리고 영국 상선에 대한 위협을 의미했으며, 그 대가로 얻을 것은 거의 없었다. 많은 당 지도자들과 일반 대중은 그렇게 높은 비용과 미미한 이득의 전쟁을 원하지 않았다. 제2차 불런 전투 이후 영국 정부가 분쟁 중재를 준비하고 있을 때 인정이 고려되었지만, 앤티텀 전투에서의 북부 연방의 승리와 링컨의 노예 해방 선언이 내부 반대와 결합되어 정부는 물러섰다.
1863년에 연합국은 모든 외국 영사(모두 영국 또는 프랑스 외교관)를 추방했는데, 이는 그들이 자국민에게 미국과 싸우는 것을 거부하도록 조언했기 때문이다.
전쟁 내내 모든 유럽 강대국들은 중립 정책을 채택하여, 연합국 외교관들과 비공식적으로 만났지만 외교적 승인을 보류했다. 어느 누구도 리치먼드에 대사나 공식 대표단을 보낸 적이 없다. 그러나 그들은 국제법의 원칙을 적용하여 양측을 교전국으로 인정했다. 캐나다는 연합국과 북부 연방 요원 모두가 국경 내에서 공개적으로 활동하도록 허용했다.

## 전후 조정과 앨라배마호 사건
북부인들은 영국의 비중립적인 행동, 특히 CSS 앨라배마를 비롯한 영국제 통상파괴함이 초래한 "직접적 손해"에 대해 막대한 배상금을 요구했으며, 봉쇄 돌파선에 의한 "간접적 손해"도 포함되어야 한다고 주장했다.
그러나 파머스턴은 단호히 지불을 거부했고, 분쟁은 전쟁 후 몇 년 동안 계속되었다. 파머스턴 사망 후, 글래드스턴 총리는 미국의 전쟁 배상금 청구를 어업권 및 국경 분쟁과 같은 다른 계류 중인 문제에 대한 조약 협상에 포함시키는 데 동의했다. 1872년, 그 결과로 체결된 워싱턴 조약에 따라 국제 중재 위원회는 영국제 연합국 선박으로 인한 "직접적 손해"에 대해서만 미국에 1,550만 달러를 지급하도록 판결했고, 영국은 파괴에 대해 사과했지만 죄책감은 인정하지 않았다.

## 장기적 영향
북부 연방의 승리는 영국에서 더 많은 민주주의와 정치 체제에 대한 대중의 참여를 요구하는 세력에 힘을 실어주었다. 그 결과 1867년 선거법 개정은 잉글랜드와 웨일스의 도시 노동 계층 남성들에게 투표권을 부여하여, 남부 농장주들과 더 많이 동일시했던 상류층 지주들을 약화시켰다. 영향력 있는 논평가로는 월터 배젓, 토머스 칼라일, 존 스튜어트 밀, 앤서니 트롤럽 등이 있었다. 또한, 많은 영국인과 아일랜드인 남성들이 북부 연방군과 연합국군 모두에서 복무했다.

## 대중문화
- 노래: "Our Neutral Friend" IMSLP에서

## 같이 보기
- 조지아 플랜테이션에서의 거주 일지 1838–1839
- 미국-영국 관계
- 프랑스와 미국 남북 전쟁
- 캐나다와 미국 남북 전쟁
- 바하마와 미국 남북 전쟁
- 미국 남북 전쟁의 봉쇄 돌파선
- 영국 외교사 연표
- 국제 관계 (1814년-1919년)
- 미국 남북 전쟁의 외국인 참전

## 참고 문헌
- Adams, Ephraim Douglass. Great Britain and the American Civil War (2 vol. 1925) online
- Berwanger, Eugene H. The British Foreign Service and the American Civil War. (1994), the diplomats and consuls
- Blackett, R. J. M. Divided Hearts: Britain and the American Civil War (2001) 273 pp
- Bourne Kenneth. Britain and the Balance of Power in North America, 1815–1908. (1967)
- Bourne, Kenneth. "British Preparations for War with the North, 1861–1862,"  The English Historical Review Vol 76 No 301 (Oct 1961) pp 600–632 in JSTOR
- Brauer, Kinley J. "The Slavery Problem in the Diplomacy of the American Civil War," Pacific Historical Review, Vol. 46, No. 3 (Aug. 1977), pp. 439–469 in JSTOR
- Brauer, Kinley J. "British Mediation and the American Civil War: A Reconsideration," Journal of Southern History, Vol. 38, No. 1 (Feb. 1972), pp. 49–64 in JSTOR

- Campbell, Duncan Andrew, English Public Opinion and the American Civil War (2003)

- Cleland, Beau. "Sustaining the Confederacy: Informal Diplomacy, Anglo-Confederate Relations, and Blockade-Running in the Bahamas." Journal of Southern History 89.1 (2023): 61-88.

- Cook Adrian. The Alabama Claims: American Politics and Anglo-American Relations, 1861–1872. (1975)
- Crook, David Paul. The North, the South, and the Powers, 1861–1865 (1974.)
- Crook, D. P. Diplomacy During the American Civil War. (1975).
- Doyle, Don. The Cause of All Nations: An International History of the American Civil War (2014)
- Duberman Martin B. Charles Francis Adams, 1807–1886 (1961)

- Dubrulle, Hugh. Ambivalent nation: how Britain imagined the American Civil War (LSU Press, 2018) online.

- Edwards, Sam. "‘From here Lincoln came’: Anglo-Saxonism, the special relationship, and the anglicisation of Abraham Lincoln, c. 1860–1970." Journal of Transatlantic Studies 11.1 (2013): 22–46.
- Eichhorn, Niels. Liberty and Slavery: European Separatists, Southern Secession, and the American Civil War (LSU Press, 2019) online
- Eichhorn, Niels. "North Atlantic Trade in the Mid-Nineteenth Century: A Case for Peace during the American Civil War." Civil War History 61.2 (2015): 138–172. Role of British and French trade patterns.

- Eichhorn, Niels. "The Intervention Crisis of 1862: A British Diplomatic Dilemma?" American Nineteenth Century History (2014) 15#3 pp 287–310. doi:10.1080/14664658.2014.959819.
- Ferris, Norman B. Desperate Diplomacy: William H. Seward's Foreign Policy, 1861. (1976) 265 pp, scholarly study of 1861.
- Ferris, Norman B. The Trent Affair: A Diplomatic Crisis (1977) standard history
- Foreman, Amanda. A World on Fire: Britain's Crucial Role in the American Civil War (Random House, 2011),  958 pp.
- Fuller, Howard J., Clad in Iron: The American Civil War and the Challenge of British Naval Power (Praeger, 2007),  448 pp.
  - Geoffrey Wheatcroft, "How the British Nearly Supported the Confederacy," New York Times Sunday Book Review June 30, 2011 online
- Gentry, Judith Fenner. "A Confederate Success in Europe: The Erlanger Loan," Journal of Southern History, 36#2 (1970), pp. 157–188 in JSTOR
- George, David M. "John Baxter Langley: radicalism, espionage and the Confederate Navy in mid-Victorian Britain." Journal for Maritime Research 19.2 (2017): 121–142.
- Ginzberg, Eli. "The Economics of British Neutrality during the American Civil War," Agricultural History, Vol. 10, No. 4 (Oct. 1936), pp. 147–156 JSTOR 3739625

- Gougeon, Len. Old England, New England, and the Civil War: How a Clash of Cultures Ignited a Global Campaign for Racial Equality and Civil Rights (State University of New York Press, 2025).
- Hahn, Barbara; Baker, Bruce E. (2010). “Cotton”. Virginia Center for Civil War Studies at Virginia Tech. 2021년 9월 5일에 확인함.
- Hubbard, Charles M. The Burden of Confederate Diplomacy (1998) 271 pp
- Hyman, Harold Melvin. Heard Round the World; the Impact Abroad of the Civil War. (1969).
- Jenkins, Brian. Britain & the War for the Union. (2 vol 1974), by Canadian scholar
- Jones, Howard (1992). 《Union in Peril》. UNC Press Books. ISBN 0-8078-2048-2.
- Jones, Howard (1999년 1월 1일). 《Abraham Lincoln and a New Birth of Freedom》. U of Nebraska Press. ISBN 0-8032-2582-2.
- Jones, Howard. ed. Blue and Gray Diplomacy: A History of Union and Confederate Foreign Relations (U. of North Carolina Press, 2010) online
- Jones, Wilbur Devereux. "The British Conservatives and the American Civil War," American Historical Review, (1953) 58#3 pp. 527–543 in JSTOR
- Kinser, Brent E. The American Civil War in the Shaping of British Democracy (Routledge, 2016).
- Lester, Richard I. Confederate Finance and Purchasing in Great Britain. (1975).
- Loy, Wesley (October 1997). 《10 Rumford Place: Doing Confederate Business in Liverpool》. 《The South Carolina Historical Magazine》 98 (South Carolina Historical Society). 349–374쪽. JSTOR 27570268.
- Lorimer, Douglas A. "The Role of Anti-Slavery Sentiment in English Reactions to the American Civil War," Historical Journal, Vol. 19, No. 2 (Jun. 1976), pp. 405–420 in JSTOR
- Macdonald, Helen Grace. Canadian Public Opinion and the American Civil War (1926)
- Mahin, Dean B.  One war at a time: The international dimensions of the American Civil War (Brassey's, 1999)
- Mendelsohn, Adam (2012). 《Samuel and Saul Isaac: International Jewish Arms Dealers, Blockade Runners, and Civil War Profiteers》 (PDF). 《Journal of the Southern Jewish Historical Society》 15 (Southern Jewish Historical Society). 41–79쪽.
- Merli, Frank, and Theodore A. Wilson. "The British Cabinet and the Confederacy." Maryland Historical Magazine 65.3 (1970): 239–262
- Merli, Frank J.  The Alabama, British Neutrality, and the American Civil War. (2004). 225 pp.
- Merli, Frank J.  Great Britain and the Confederate Navy, 1861–1865 (1971) 360 pp
- Morgan, Simon James. "John Bright in Anglo-American relations: why an English radical became an American hero." Journal of Transatlantic Studies (2025): 1-24. online

- Morton, W. L. The Critical Years: The Union of British North America, 1857–1873 (1964), on Canada
- Myers, Phillip. Caution and Cooperation: The American Civil War in British-American Relations. (Kent State UP, 2008).  340 pp  excerpt
- Nevins, Allan. "Britain, France and the War Issues." In Allan Nevins, The War for the Union: War Becomes Revolution, 1862–1863, (1960) pp. 242–274, excellent summary
- O’Connor, Peter. "Defending the indefensible?: The pro-confederate lobby in Britain in the aftermath of the emancipation proclamation." Journal of Transatlantic Studies 19.2 (2021): 167-188.

- Oldfield, John. The Ties that Bind: Transatlantic Abolitionism in the Age of Reform, c.1820–1865 (Liverpool University Press, 2020).

- Owsley, Frank Lawrence. King Cotton Diplomacy: Foreign Relations of the Confederate States of America (1931) online
- Palen, Marc-William. "The Civil War's Forgotten Transatlantic Tariff Debate and the Confederacy's Free Trade Diplomacy." Journal of the Civil War War 3.1 (2013): 35–61.
- Peraino, Kevin. "Lincoln vs. Palmerston" in his Lincoln in the World: The Making of a Statesman and the Dawn of American Power (2013) pp 120–169.
- Poast, Paul. "Lincoln's Gamble: Fear of Intervention and the Onset of the American Civil War." Security Studies 24.3 (2015): 502–527. online
- Reid, Brian Holden. "Power, Sovereignty, and the Great Republic: Anglo-American Diplomatic Relations in the Era of the Civil War"  Diplomacy & Statecraft (2003) 14#2 pp 45–76.
- Reid, Brian  Holden. "'A Signpost That Was Missed'? Reconsidering British Lessons from the American Civil War," Journal of Military History 70#2 (2006), pp. 385–414.
- Reid, Robert L.  "William E. Gladstone's 'Insincere Neutrality' During The Civil War." Civil War History (1969) 15#4 pp 293–307.
- Ridley, Jasper. Lord Palmerston (1971) pp 548–562.
- Sebrell, T.E. (2014). 《Persuading John Bull: Union and Confederate Propaganda in Britain, 1860–65》. Lexington Books. ISBN 978-0-7391-8511-7. 2023년 5월 29일에 확인함.
- Smith, Adam I.P.  "The 'Cult' of Abraham Lincoln and the Strange Survival of Liberal England in the Era of the World Wars," Twentieth Century British History (2010) 21#4 pp 486–509, how Lincoln became a hero to the British
- Stahr, Walter. Seward: Lincoln's Indispensable Man (2012), scholarly biography.
- Turner, Michael. Stonewall Jackson, Beresford Hope, and the Meaning of the American Civil War in Britain (LSU Press, 2020).
- Van Deusen, Glyndon G. William Henry Seward (1967), scholarly biography. online
- Warren, Gordon H. Fountain of Discontent: The Trent Affair and Freedom of the Seas (1981), 317 pp, based on extensive archival work
- Winks Robin W. Canada and the United States: The Civil War Years. (1971).